# 어질리티 로보틱스
어질리티 로보틱스(Agility Robotics, Inc.)는 미국의 비상장 휴머노이드 로봇 공학 회사이다. 이 회사는 2015년 오리건 주립 대학교에서 분사하여 설립되었으며 현재 휴머노이드 로봇 디지트(Digit)를 기반으로 한 자동화 솔루션을 제공하고 있다.